# 红四军 (红四方面军)
中国工农红军第四军，简称红四军，是红四方面军主力部队之一。

## 历史
1931年1月，根据中共中央军委命令，红一军与红十五军合编而成红四军，军长旷继勋、政治委员余笃三、参谋长徐向前、政治部主任曹大骏，下辖：
- 第十师：师长蔡申熙、政治委员曹大骏（兼任）
- 第十一师：师长许继慎、政治委员庞永俊。

同年5月，红四军进行了改编，全军共12,500余人。军长旷继勋（后徐向前代）、政治委员曾中生、政治部主任陈定侯；下辖：
- 第十师：师长刘英、政治委员康荣生
- 第十一师：师长周维炯、政治委员余笃三
- 第十二师：师长许继慎、政治委员曹大骏
- 第七十三师：师长徐向前（后旷继勋代）、政治委员陈奇，

1931年11月上旬，红四军与红二十五军组成红四方面军。
1935年2月，红四方面军放弃川陕苏区，开始长征，此时红四军主官为军长王宏坤、政治委员周纯全，下辖第十师、第十一师。（第十二师扩编为红九军，第七十三师扩编为红三十一军）
7月红四方面军与红一方面军会师后，两军交换了一些干部，红四军的主官也调整为：军长许世友、政治委员王建安、参谋长张宗逊、政治部主任刘志坚，辖：
- 第十师：师长王友钧（后王近山代）、政治委员叶道志
- 第十一师：师长周世元、政治委员陈锡联
- 第十二师：师长张贤约、政治委员胡奇才。

此后红四军同右路军，也就是红一军团、红三军团等一同行动，一过草地。10月5日，张国焘命令右路军中的原红四方面军部队离队南下，红四军不敢不从，于是二过草地回到红四方面军行列。后张国焘进攻四川被川军挫败，不得已被迫取消另立中央并再次北上，于是红四军三过草地。红四军和红三十军是红军中仅有的“三次过草地”的军级单位。
1936年10月22日，红一方面军、红二方面军和红四方面军在甘肅省會寧縣会师，此后，红四军跟随红军主力部队行动，未参加西路军，此时红四军领导为军长陈再道、政治委员王宏坤。
1937年，红四军主力改编为八路军129师385旅，下辖769团与770团，投入抗日战争战场。

## 后续
1945年10月由太行军区第4支队机关和第769团、第51团、第3支队朱德警卫团合编组建的晋冀鲁豫野战军第3纵队第7旅，该部后来被整编为中国人民解放军第十一军第三十一师，769团现为工化第七十一旅一部。
1946年3月，八路军第三八五旅旅部与警备第三旅（由红二十七军改编而来）旅部合并为新的警备第三旅旅部，红四方面军第四军所部的770团也编入警备第三旅。警备第三旅于1949年整编为中国人民解放军第四军第十一师，770团编为第31团，后改番号为步兵第三十三团，1998年9月被撤销，人员转隶新成立的步兵第十一师装甲团，770团建制自此走入终结。